# Scherma ai Giochi della V Olimpiade - Spada a squadre maschile
La competizione della spada a squadre maschile  di scherma ai Giochi della V Olimpiade si tenne dal 9 al 10 luglio 1912 all'Östermalms idrottsplats (comunemente abbreviato in Östermalms IP) a Stoccolma.

## Risultati

### 1 turno
Le migliori due squadre di ogni girone avanzarono ai gironi di semifinale
| Pos. | Nazione     | Atleti                                                                                    | Note |
| ---- | ----------- | ----------------------------------------------------------------------------------------- | ---- |
| 1    | Paesi Bassi | Arie de Jong, George van Rossem, Jetze Doorman, Leo Nardus, Willem Hubert van Blijenburgh | bye  |
| 2    | Germania    | Emil Schön, Friedrich Schwarz, Heinrich Ziegler, Hermann Plaskuda                         | bye  |

| Pos. | Nazione     | Atleti | V | P | VI | PI | Risultati              | Risultati         | Risultati         |
| Pos. | Nazione     | Atleti | V | P | VI | PI | Regno Unito (bandiera) | Belgio (bandiera) | Russia (bandiera) |
| ---- | ----------- | --- | - | - | -- | -- | ---------------------- | ----------------- | ----------------- |
| 1    | Regno Unito | Arthur Everitt, Edgar Seligman, Martin Holt, Percival Davson, Robert Montgomerie, Sydney Martineau                  | 1 | 0 | 12 | 5  | =                      | ND                | 12-5              |
| 2    | Belgio      | Gaston Salmon, Henri Anspach, Jacques Ochs, Paul Anspach, Robert Hennet, Victor Willems                             | 1 | 0 | 9  | 2  | ND                     | =                 | 9-2               |
| 3    | Russia      | Gavriil Bertrain, Dmitry Knyazhevich, Vladimir de Sarnavsky, Pavel Guvorsky, Vladimir Keyser, Aleksandr Soldatenkov | 0 | 2 | 7  | 21 | 5-12                   | 2-9               | =                 |

| Pos. | Nazione  | Atleti                                                                                                | V | P | VI | PI | Risultati         | Risultati         | Risultati           |
| Pos. | Nazione  | Atleti                                                                                                | V | P | VI | PI | Boemia (bandiera) | Svezia (bandiera) | Norvegia (bandiera) |
| ---- | -------- | --- | - | - | -- | -- | ----------------- | ----------------- | ------------------- |
| 1    | Boemia   | Vilém Goppold Jr., Vilém Goppold Sr., Josef Pfeiffer, František Kříž                                  | 1 | 0 | 10 | 9  | =                 | ND                | 10-9                |
| 2    | Svezia   | Einar Sörensen, Eric Carlberg, Georg Branting, Gustaf Lindblom, Louis, Count Sparre, Pontus von Rosen | 1 | 0 | 9  | 9  | ND                | =                 | 9-9                 |
| 3    | Norvegia | Hans Bergsland, Severin Finne, Lars Aas, Georges von Tangen                                           | 0 | 2 | 18 | 19 | 9-10              | 9-9               | =                   |

| Pos. | Nazione     | Atleti | V | P | VI | PI | Risultati            | Risultati         | Risultati              |
| Pos. | Nazione     | Atleti | V | P | VI | PI | Danimarca (bandiera) | Grecia (bandiera) | Stati Uniti (bandiera) |
| ---- | ----------- | --- | - | - | -- | -- | -------------------- | ----------------- | ---------------------- |
| 1    | Danimarca   | Ejnar Levison, Hans Olsen, Ivan Osiier, Lauritz Christian Østrup                                                                       | 2 | 0 | 19 | 13 | =                    | 10-7              | 9-6                    |
| 2    | Grecia      | Georgios Petropoulos, Georgios Versis, Konstantinos Kotzias, Petros Manos, Panagiotis Kambas, Sotirios Notaris, Tryfon Triantafyllakos | 1 | 1 | 17 | 17 | 7-10                 | =                 | 10-7                   |
| 3    | Stati Uniti | Albertson Van Zo Post, George Breed, John MacLaughlin, Scott Breckinridge, Sherman Hall, William Bowman                                | 0 | 2 | 13 | 19 | 6-9                  | 7-10              | =                      |

### Semifinali
Le migliori due squadre di ogni girone avanzarono ai girone di finale
| Pos. | Nazione     | Atleti                                                                                             | V | P | VI | PI | Risultati              | Risultati              | Risultati            | Risultati         |
| Pos. | Nazione     | Atleti                                                                                             | V | P | VI | PI | Paesi Bassi (bandiera) | Regno Unito (bandiera) | Danimarca (bandiera) | Boemia (bandiera) |
| ---- | ----------- | -------------------------------------------------------------------------------------------------- | - | - | -- | -- | ---------------------- | ---------------------- | -------------------- | ----------------- |
| 1    | Paesi Bassi | Arie de Jong, George van Rossem, Jetze Doorman, Leo Nardus, Willem Hubert van Blijenburgh          | 3 | 0 | 30 | 23 | =                      | 10-8                   | 10-7                 | 10-8              |
| 2    | Regno Unito | Arthur Everitt, Edgar Seligman, Martin Holt, Percival Davson, Robert Montgomerie, Sydney Martineau | 2 | 1 | 28 | 27 | 8-10                   | =                      | 10-8                 | 10-9              |
| 3    | Danimarca   | Ejnar Levison, Hans Olsen, Ivan Osiier, Lauritz Christian Østrup                                   | 1 | 2 | 25 | 27 | 7-10                   | 8-10                   | =                    | 10-7              |
| 4    | Boemia      | Vilém Goppold Jr., Vilém Goppold Sr., Josef Pfeiffer, František Kříž                               | 0 | 3 | 24 | 30 | 8-10                   | 9-10                   | 7-10                 | =                 |

| Pos. | Nazione  | Atleti | V | P | VI | PI | Risultati         | Risultati         | Risultati         | Risultati           |
| Pos. | Nazione  | Atleti | V | P | VI | PI | Svezia (bandiera) | Belgio (bandiera) | Grecia (bandiera) | Germania (bandiera) |
| ---- | -------- | --- | - | - | -- | -- | ----------------- | ----------------- | ----------------- | ------------------- |
| 1    | Svezia   | Einar Sörensen, Eric Carlberg, Georg Branting, Gustaf Lindblom, Louis, Count Sparre, Pontus von Rosen                                  | 3 | 0 | 33 | 20 | =                 | 11-7              | 10-8              | 12-5                |
| 2    | Belgio   | Gaston Salmon, Henri Anspach, Jacques Ochs, Paul Anspach, Robert Hennet, Victor Willems                                                | 2 | 1 | 32 | 20 | 7-11              | =                 | 10-7              | 15-2                |
| 3    | Grecia   | Georgios Petropoulos, Georgios Versis, Konstantinos Kotzias, Petros Manos, Panagiotis Kambas, Sotirios Notaris, Tryfon Triantafyllakos | 1 | 2 | 25 | 29 | 8-10              | 7-10              | =                 | 10-9                |
| 4    | Germania | Emil Schön, Friedrich Schwarz, Heinrich Ziegler, Hermann Plaskuda                                                                      | 0 | 3 | 16 | 37 | 5-12              | 2-15              | 9-10              | =                   |

## Girone Finale
| Pos.    | Nazione     | Atleti                                                                                                | V | P | VI | PI | Risultati         | Risultati              | Risultati              | Risultati         |
| Pos.    | Nazione     | Atleti                                                                                                | V | P | VI | PI | Belgio (bandiera) | Regno Unito (bandiera) | Paesi Bassi (bandiera) | Svezia (bandiera) |
| ------- | ----------- | --- | - | - | -- | -- | ----------------- | ---------------------- | ---------------------- | ----------------- |
| Oro     | Belgio      | Gaston Salmon, Henri Anspach, Jacques Ochs, Paul Anspach, Robert Hennet, Victor Willems               | 3 | 0 | 32 | 21 | =                 | 10-7                   | 10-8                   | 12-6              |
| Argento | Regno Unito | Arthur Everitt, Edgar Seligman, Martin Holt, Percival Davson, Robert Montgomerie, Sydney Martineau    | 1 | 2 | 26 | 28 | 7-10              | =                      | 9-10                   | 10-8              |
| Bronzo  | Paesi Bassi | Arie de Jong, George van Rossem, Jetze Doorman, Leo Nardus, Willem Hubert van Blijenburgh             | 1 | 2 | 28 | 30 | 8-10              | 10-9                   | =                      | 10-11             |
| 4       | Svezia      | Einar Sörensen, Eric Carlberg, Georg Branting, Gustaf Lindblom, Louis, Count Sparre, Pontus von Rosen | 1 | 2 | 25 | 32 | 6-12              | 8-10                   | 11-10                  | =                 |